# Livius Andronicus
Livius Andronicus var en romersk skald av grekiskt ursprung.
Andronicus kom helt ung, sannolikt efter erövringen av Tarent år 272 f.Kr., till Rom som slav. Småningom frigavs han av sin ägare, som troligen hette Marcus Livius Salinator. Efter denne antog den frigivne slaven namnet Livius. Efter att först ha sysselsatt sig med undervisning ägnade han sig åt att skriva poesi och att spela teater. Andronicus översatte grekisk litteratur till latin och betraktas som den förste latinskspråkige poeten.